# Easytech
Easytech, in de App store (iOS) Easy Inc. genaamd, is een bedrijf gevestigd in Suzhou, China. Het bedrijf staat vooral bekend om zijn turn-based strategy-spellen.

## Geschiedenis
Easytime Studio is opgericht in 2009 door Zhang Yue, een Chinese softwareontwikkelaar. Op 18 september van 2009 bracht het toenmalige Easytime Studio zijn eerste spel uit voor Ios, The Myth Of Heroes Legend. In 2010 ging Easytime Studio verder onder de naam Easytech. Vanaf dat moment focust het bedrijf zich uitsluitend op turn-based strategy-spellen. European War 2 was de eerste titel onder de naam Easytech.

## Lijst van Games
Een overzicht van spellen uitgebracht door Easytech.
| Naam game                      | Datum van uitbrengen |
| ------------------------------ | -------------------- |
| Great Conqueror 2: Shogun      | 2023                 |
| European War 7                 | 2022                 |
| Glory of generals 3            | 2020                 |
| European War: 1914             | 2019                 |
| Great Conqueror: Rome          | 2019                 |
| European War 6: 1804           | 2018                 |
| World Conqueror 4              | 2017                 |
| European War 5                 | 2016                 |
| Glory of Generals 2: ACE       | 2016                 |
| World Conqueror 3              | 2015                 |
| Three Kingdoms Conqueror       | 2015                 |
| European War 4                 | 2014                 |
| Glory of Generals: Pacific War | 2013                 |
| Glory of Generals              | 2013                 |
| Parking Star 2                 | 2012                 |
| World Conqueror 2              | 2012                 |
| European War 3                 | 2012                 |
| Fortress Under Siege           | 2011                 |
| World Conqueror 1945           | 2011                 |
| Cosmos Runner                  | 2011                 |
| European War 2                 | 2010                 |
| Panzer Elite                   | 2010                 |
| War of the Gods                | 2010                 |
| Parking Star                   | 2010                 |
| American Revolutionary War     | 2010                 |
| European War                   | 2009                 |
| The Myth Of Heroes Legend      | 2009                 |